# Cohors VI Ulpia Petraeorum

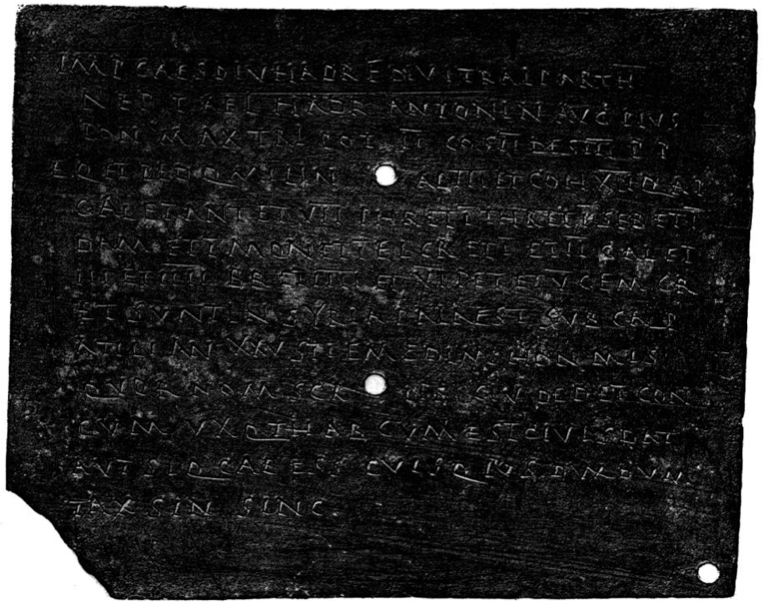
Das Militärdiplom des Jahres 139

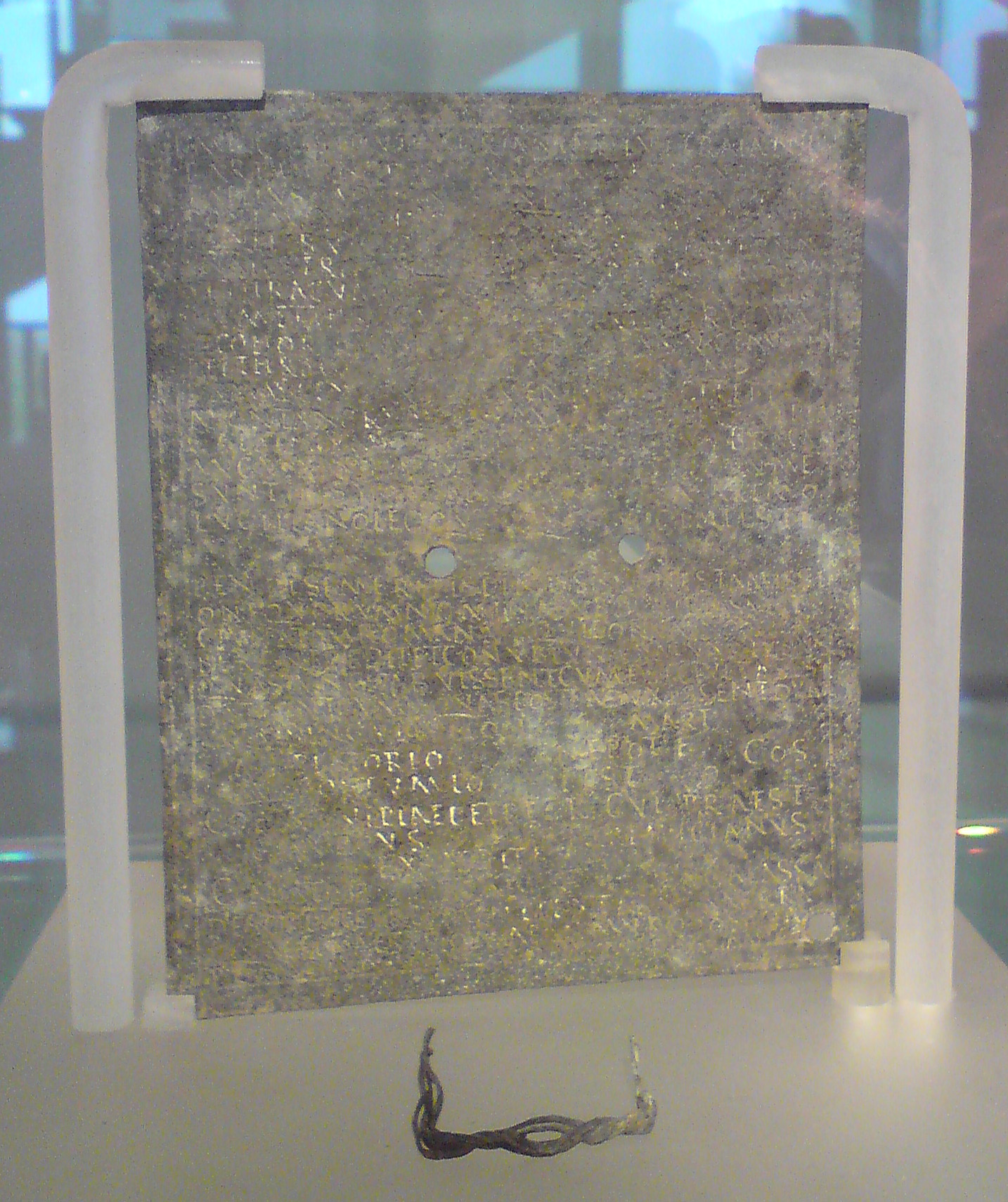
Das Diplom des Fußsoldaten Galata

Die Cohors VI Ulpia Petraeorum (deutsch 6. Kohorte die Ulpische aus Petra) war eine römische Auxiliareinheit. Sie ist durch Militärdiplome, eine Inschrift und einen Ziegelstempel belegt.

## Namensbestandteile
- Cohors: Die Kohorte war eine Infanterieeinheit der Auxiliartruppen in der römischen Armee.

- VI: Die römische Zahl steht für die Ordnungszahl die sechste (lateinisch sexta). Daher wird der Name dieser Militäreinheit als Cohors sexta .. ausgesprochen.

- Ulpia: die Ulpische. Die Ehrenbezeichnung bezieht sich auf Kaiser Trajan, dessen vollständiger Name Marcus Ulpius Traianus lautet.

- Petraeorum: aus Petra. Die Soldaten der Kohorte wurden bei Aufstellung der Einheit aus der Stadt Petra und ihrer Umgebung rekrutiert.  Nach der Annexion des Königreichs der Nabatäer (mit der Hauptstadt Petra) durch Trajan im Jahr 106 n. Chr. wurden die Soldaten der königlichen Armee in die römischen Streitkräfte übernommen, wobei sechs Cohortes Petraeorum neu aufgestellt wurden.[1]

Da es keine Hinweise auf die Namenszusätze milliaria (1000 Mann) und equitata (teilberitten) gibt, ist davon auszugehen, dass es sich um eine Cohors quingenaria peditata, eine reine Infanterie-Kohorte, handelt. Die Sollstärke der Einheit lag bei 480 Mann, bestehend aus 6 Centurien mit jeweils 80 Mann.

## Geschichte
Die Kohorte war in der Provinz Syria Palaestina stationiert. Sie ist auf Militärdiplomen für die Jahre 139 bis 160 n. Chr. aufgeführt.
Der erste Nachweis der Einheit in Syria Palaestina beruht auf einem Diplom, das auf 139 datiert ist. In dem Diplom wird die Kohorte als Teil der Truppen (siehe Römische Streitkräfte in Syria) aufgeführt, die in der Provinz stationiert waren. Weitere Diplome, die auf 142 bis 160 datiert sind, belegen die Einheit in derselben Provinz.
Der letzte Nachweis der Kohorte beruht auf einer Inschrift, die auf 219/223 datiert wird.

## Standorte
Standorte der Kohorte in Syria Palaestina waren möglicherweise:
- Emmaus Nikopolis: ein Ziegel[5] mit dem Stempel der Einheit wurde hier gefunden.

## Angehörige der Kohorte
Folgende Angehörige der Kohorte sind bekannt:

### Kommandeure
- C(aius) Iulius [Avitus Ale]xianus, ein Präfekt (AE 1963, 42)
- Claudius Berenicianus: er wird auf einem der Diplome von 160 als Kommandeur genannt.

### Sonstige
- Galata, ein Fußsoldat: eines der Diplome von 160 (AE 2011, 1810) wurde für ihn ausgestellt.